# Лекція Карла Янського

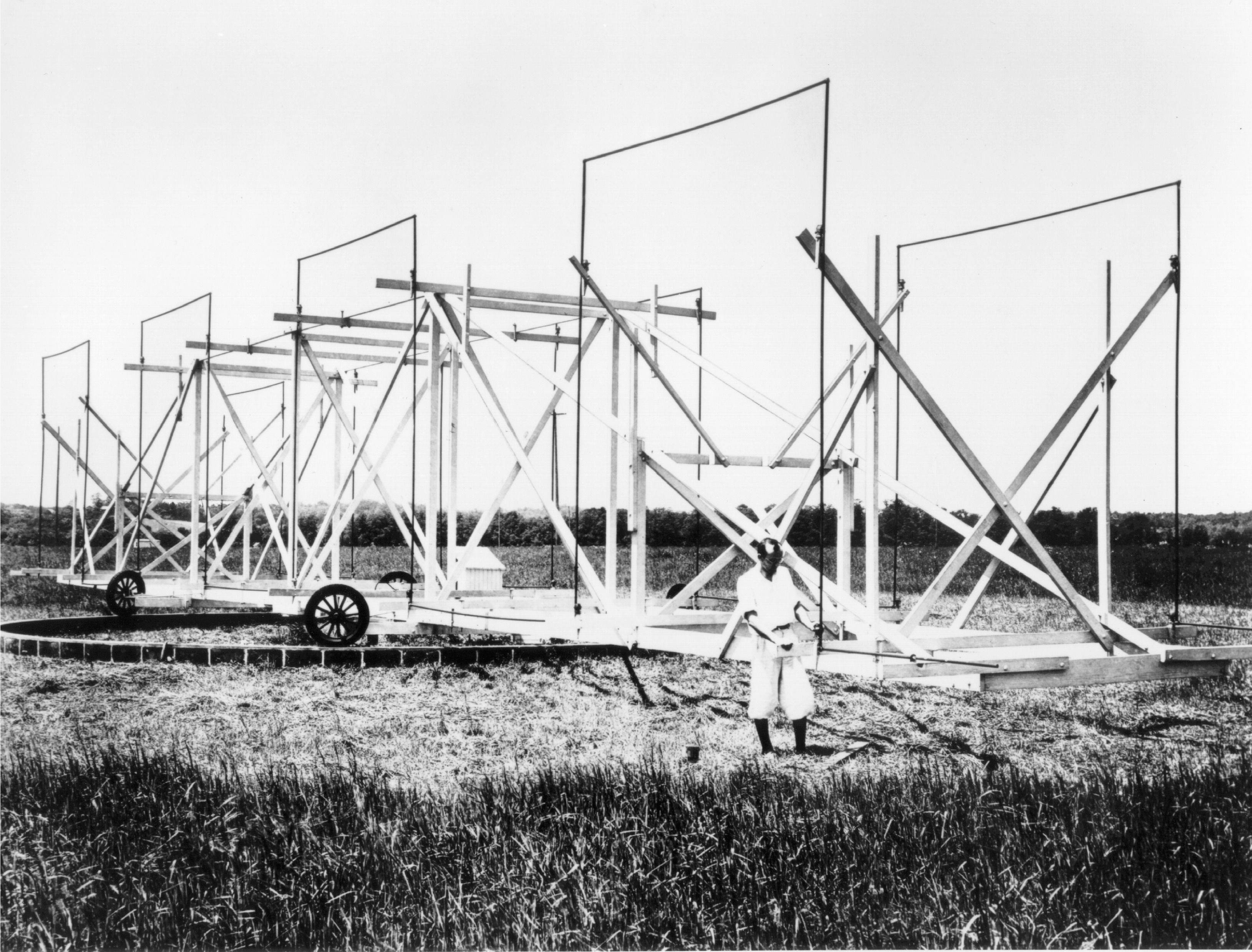
Карл Янський, на честь якого названа лекція, разом зі своїм першим в світі радіотелескопом

«Лекція Карла Янського» (англ. Karl G. Jansky Lecture, Karl G. Jansky Lectureship) — нагорода Національної радіоастрономічної обсерваторії США. Її присуджують щорічно з 1966 року за визначний внесок у розвиток радіоастрономії. Названо на честь Карла Янського. Лауреат повинен прочитати лекції у трьох містах, у яких розташовані відділення обсерваторії. Серед нагороджених — 9 лауреатів Нобелівської премії.

## Лауреати
- 1966: Джон Гейтенбі Болтон
- 1967: Ян Гендрик Оорт
- 1968: Шкловський Йосип Самуїлович
- 1969: Фред Гойл
- 1970: Роберт Діккі
- 1971:  Чарлз Таунс
- 1972: Барт Ян Бок
- 1973: Джон Вайлд[en]
- 1974: Лайман Спітцер
- 1975: Ґроут Ребер
- 1976:  Едвард Перселл
- 1977: Маргарет Бербідж
- 1978:  Субрахманьян Чандрасекар
- 1979: Мартен Шмідт
- 1980: Мартін Шварцшильд
- 1981: Мартін Ріс
- 1982: Філіп Моррісон[en]
- 1983:  Арно Пензіас
- 1984:  Роберт Вудро Вільсон
- 1985: Джеффрі Бербідж
- 1986: Роберт Генбері Браун
- 1987: Гендрік ван де Гулст
- 1988:  Вільям Фаулер
- 1989:  Джозеф Тейлор
- 1990: Алан Берретт
- 1991: Елан Сендидж
- 1992: Ірвін Шапіро
- 1993: Девід Гішен[en]
- 1994: Вера Рубін
- 1995: Джоселін Белл Бернелл
- 1996: Джеймс Майкл Моран[en]
- 1997:  Джеймс Піблс
- 1998: Бернард Флад Бьорк[en]
- 1999: Френк Дрейк
- 2000: Венкатраман Радхакрішнан[en]
- 2001: Вільям Велш
- 2002: Шрінівас Кулкарні[en]
- 2003: Дональд Чарльз Бекер[en]
- 2004: Рональд Екерс[en]
- 2005: Сюняєв Рашид Алійович
- 2006: Френк Джеймс Лоу[en]
- 2007: Карл Мартін Ментен[de]
- 2008: Артур Майкл Вульф[en]
- 2009: Ентоні Рідхед
- 2010:  Райнгард Ґенцель
- 2011: Сандер Вейнреб
- 2012: Марк Рід
- 2013: Чарльз Беннетт
- 2014: Джілл Тартер
- 2015: Нік Сковілл[en]
- 2016: Жаклін ван Горком[en]
- 2017: Бернард Фанаров[en]
- 2018: Роджер Бландфорд
- 2019: Аннела Сарджент[en]
- 2020: Марта Гейнс[en]
- 2021: Луїс Родрігес
- 2022: Франсуаза Комб[fr]
- 2023: Пол Ванден Бут